# SMURD

Логотип SMURD

Фонд SMURD — румынская аварийно-спасательная служба, неправительственная, некоммерческая, неполитическая, независимая организация, созданная в 2006 году бывшим министром здравоохранения Румынии, доктором Раэдом Арафатом.
Название представляет собой сокращенное на румынском языке «Serviciul Mobil de Urgență, Reanimare și Descarcerare», что означает «Мобильная экстренная служба реанимации и эвакуации». Первое подразделение SMURD было создано в трансильванском городе Тыргу-Муреш в 1990 году.
SMURD оказывает неотложную медицинскую помощь в самых серьёзных случаях, совместно со службами скорой помощи при дорожно-транспортных происшествиях, катастрофах, болезнях, пожарах, обвалах, взрывах и др.
В соответствии с уставом фонда, его цель — улучшить качество жизни людей, которые живут и работают в Румынии, поддерживая развитие медицинской и технической интегрированной системы экстренной и первой помощи. Фонд SMURD способствует профессионализму, поддерживает создание прочной интегрированной системы медицинской помощи, методов оказания экстренной и первой помощи посредством прочных партнерских отношений между компетентными учреждениями, такими как Министерство внутренних дел, Генеральная инспекция по чрезвычайным ситуациям, Генеральной инспекции ВВС, Минздрава Румынии, органов местного управления.
Фонд SMURD поддерживает проводимую Мобильной службой экстренную помощь для реанимации и эвакуации (SMURD), и развивает институциональный потенциал служб экстренного реагирования в Румынии, а также на международном уровне.

## Галерея

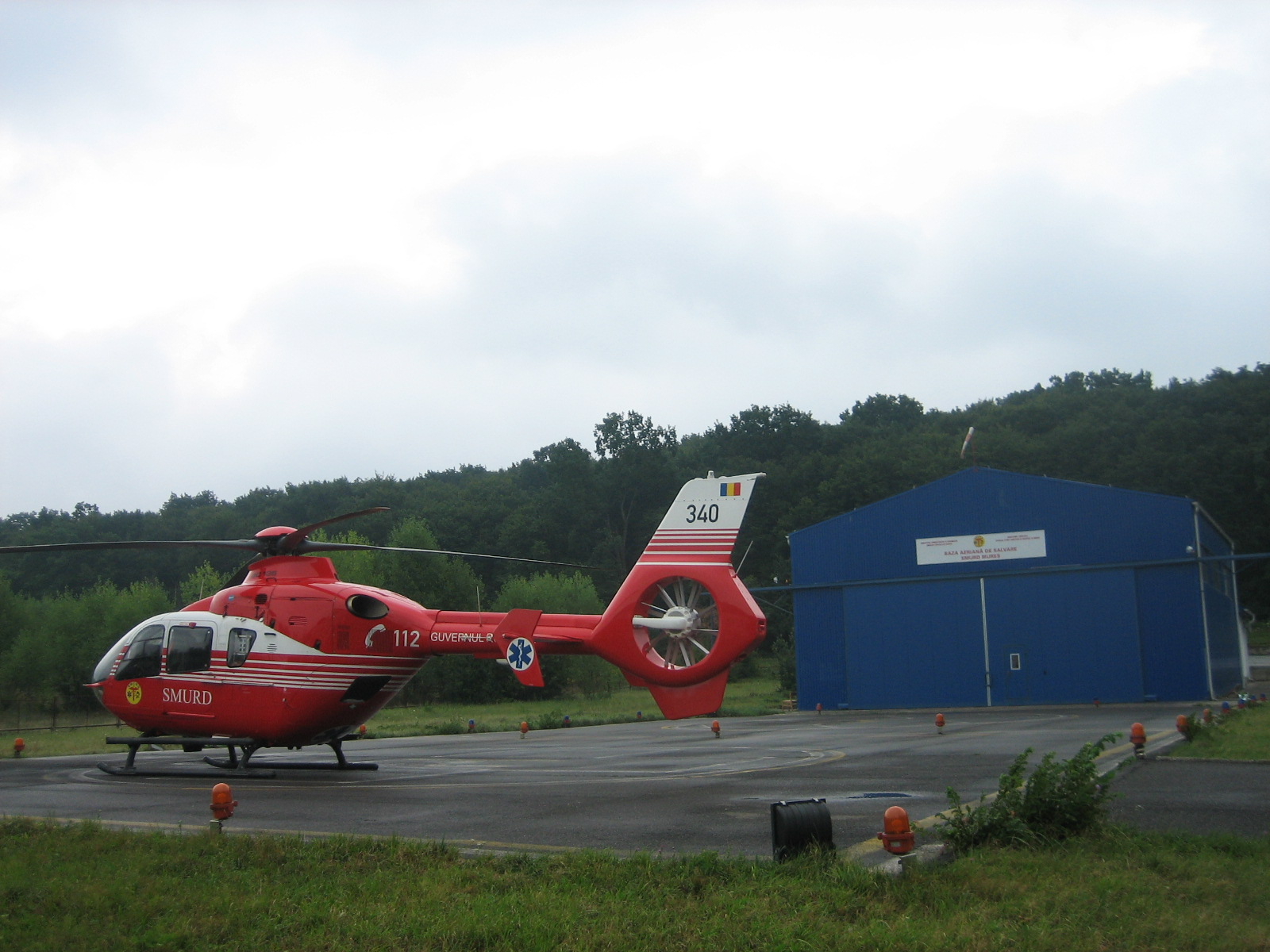
Вертолет SMURD Eurocopter EC135
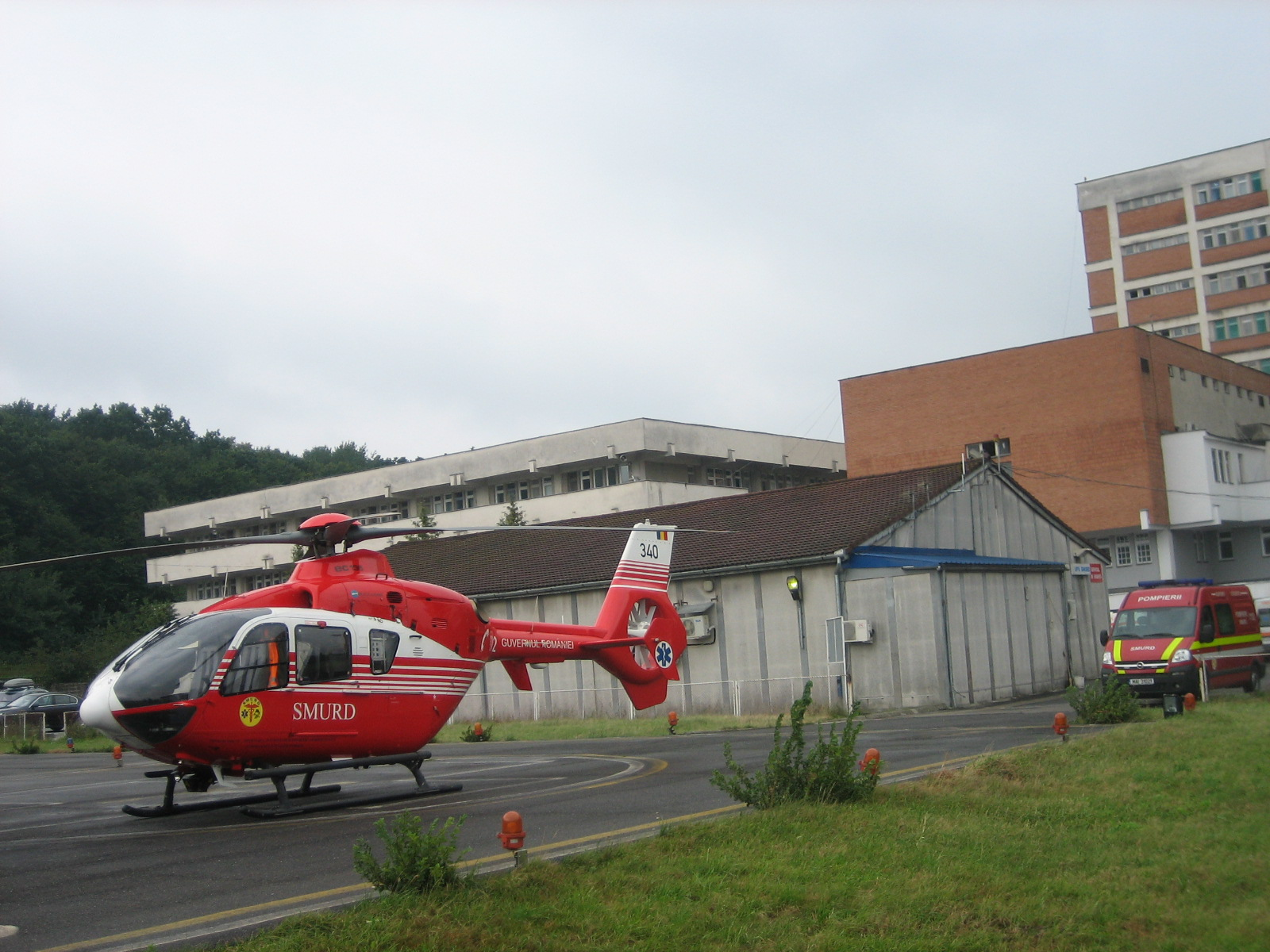
Вертолет SMURD Eurocopter EC135
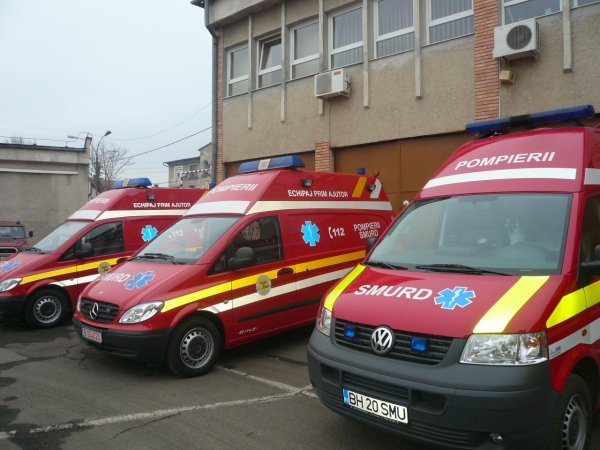
Мобильная бригада SMURD в Орадя
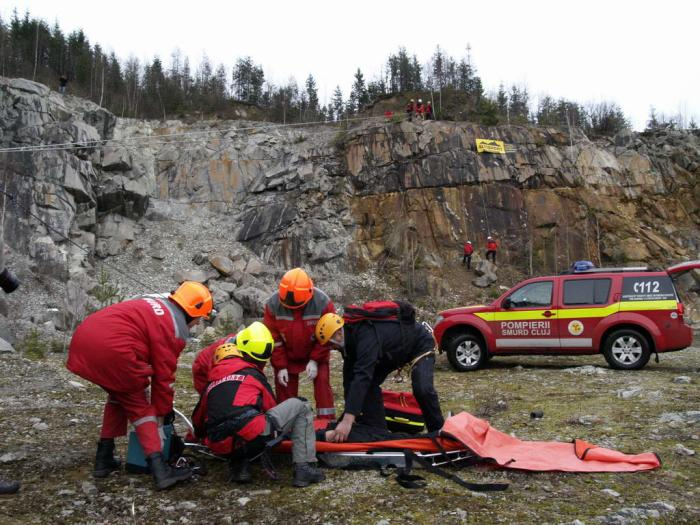
Действия службы  SMURD в городе Клуж
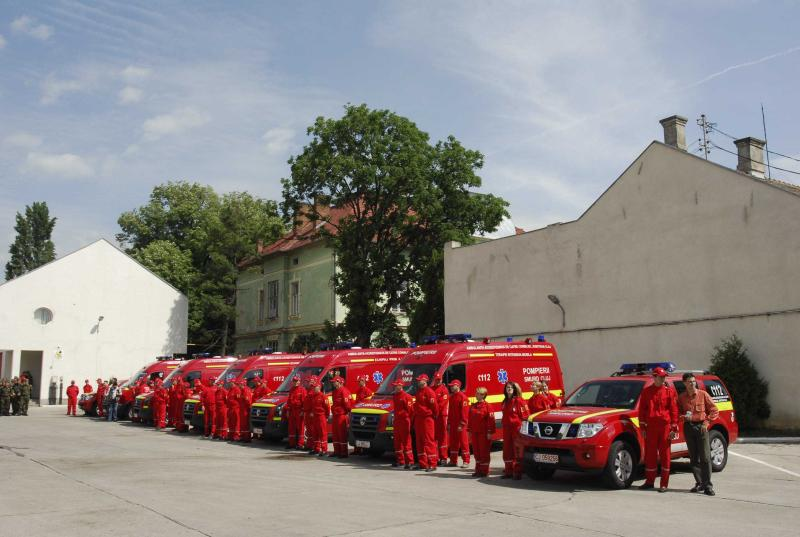
Служба  SMURD в городе Клуж